# Вицко Јеласка
Вицко Јеласка (Сплит, 1. август 1887 - Сплит 12. јул 1968) је био далматински револуционар и комуниста, један од ветерана комунистичког покрета у Далмацији.
У време КПЈ током Велике чистке доспео је у Титову немилост, а након рата је био затворен на Голом отоку.
Служио се конспиративним именима Делић, Стари и Водарић.

## Биографија
По занимању је био земљорадник. Подаци о његовом школовању нису доступни; вероватно је у Сплиту завршио пучку школу. Године 1919. био је члан ГО Тежачкога скупа у Сплиту, а у априлу је учествовао на Четвртом конгресу пролетаријата у Далмацији. Био је један од водећих далматинских комуниста, а на иницијативу неколико партијских активиста, међу којима су се истицали Иво Марић и Вицко Јеласка, у просторијама спортског клуба »Југ« окупило се око средине октобра 1920. више десетака чланова Партије и Опћег земљорадничког скупа ради вођења предизборне кампање КПЈ у Далмацији. Године 1920, биран је у Уставотворну скупштину на комунистичкој листи и био секретар Покрајинског секретаријата (касније Обласног комитета) КПЈ за Далмацију, а 1926. изабран је за члана ЦК КПЈ на Четвртој земаљској конференцији КПЈ. Тих је година највише сарађивао с Ивом Баљкасом и Ивом Марићем и био затваран 1923. и 1929. године.
Сарађивао је са грађанским странкама 1925, на изборима за народну скупштину са Земљорадничком странком, 1926. на општинским изборима са Хрватском сељачком странком, те 1927. на обласним изборима с њезиним дисидентима; 1926. је супотписао „Декларацију Хрватског сељачко-радничког блока”, објављену у брошури „Порука Хрватском сељачком народу пред изборе за обласну скупштину”. Будући да није прихватио стајалишта тзв. Отвореног писма Коминтерне, напослетку је 1928. био смењен и, према неким изворима, искључен из КПЈ. Због својега је утицаја, међутим, 1933. опет изабран за секретара Обласнога комитета КПЈ за Далмацију, 1934. за члана Централног комитета КПЈ, те 1937. за члана ЦК КПХ.
Јануара 1936. године је ухапшена група од десет сплитских комуниста укључујући Јеласку. Вицко Јеласка је направио читав циркус на суђењу док је причао о томе како су га тукли у полицији. Потанко је излагао како су га мучили. Био је осуђен на две године затвора. У фебруару 1937. се вратио с робије у Сплит.
У време Шпанског грађанског рата клуб РНК Сплит (основан као ХРШД "Анарх") је организирао неуспелу експедицију добровољаца антифашиста за борбу против Франка. У то време је у Сплиту, у организацији КПЈ за Далмацију на челу био Вицко Јеласка, којег ново руководство КПЈ није подносило. Нису га тек тако могли избацити из партије јер је био изнимно популаран међу радницима Сплита и Каштела. За Јеласке су анархисти и комунисти у Сплиту уско сарађивали.

### Сукоб с Титом и ЦК КПЈ
Након хапшења и смакнућа Милана Горкића, дотадашњег генералног секретара КПЈ, у Москви крајем 1937. године, унутар Комунистичке партије започела је борба за превласт. Јеласка се приклонио тзв. "Паралелном центру" предвођеном Иваном Марићем и Лабудом Кусовцем, чиме је аутоматски дошао у сукоб с Јосипом Брозом и његовим "Привременим руководством КПЈ".
КПЈ је у мају 1938. основала фронтовску организацију, Странку радног народа , која је требала да учествује на парламентарним и локалним изборима и функционише као легални параван за комунистичку делатност. Међутим, хрватски се огранак СРН (под контролом КПХ) почео јако приближавати ХСС-у, због чега је руководство КПХ било критиковано од стране Титовог Привременог руководства КПЈ. Јеласка и Покрајински комитет КПХ за Далмацију заправо су били ближе Титовој линији очувања самосталности СРН-а у односу на ХСС, но њихова изражена подршка супарничком Паралелном центру значила је да далматински комунисти ипак ниу могли да избегну кажњавање.
Титово Привремено руководство је стога крајем 1938. оптужило ПК КПХ Далмације за "ликвидацију" илегалних партијских организација у корист легалних структура СРН-а, односно за запуштање илегалног партијског рада КПХ/КПЈ. Руководство хрватске секције Странке радног народа (тада под контролом вођства КПХ, које је у међувремену прихватило линију Привременог руководства) је на темељу те генерално лажне оптужнице избацило Јеласку из чланства СРН. Међутим, чланство СРН-а у Сплиту се супротставило таквој одлуци и изгласало подршку Јеласки и његовим друговима, који такође нису прихватали одлуку централе СРН-а и КПХ. Јеласка је истовремено био избачен и из чланства КПХ/КПЈ, док је дотадашњи Покрајински комитет КПХ за Далмацију био распуштен, но Јеласка се није одмах политички пасивизирао. На његово је место у ПК КПХ у септембру 1938. био постављен Душко Мрдуљаш, којег је Титов ЦК КПЈ сменио након свега пар месеци. Сматрало се да је и даље под прејаким утицајем Јеласке. Потом, у октобру 1939, на место политичког секретара ПК КПХ Далмације постављен је Вицко Крстуловић, који је све до краја 1940. године уз помоћ ЦК КПЈ покушавао уклонити утицај Вицка Јеласке и његових кадрова из комунистичког покрета Далмације, у чему је коначно успео тек с развојем НОБ-а.

### Други светски рат и пораће
Иако се повукао из политике пред рат, Вицко Јеласка је заједно с Ивом Баљкасом, био затворен у фашистичким логорима у Италији од 1941. до 1943. године.
Након рата Јеласка је од 1949. године био затворен на Голом отоку. Владо Дапчевић у својим сећањима наводи да су их "тукли као волове": чак и Вицка Јеласку који је тада имао преко седамдесет година.
На неки је начин рехабилитован 1961, када му је Административна комисија Савезног извршног већа ФНРЈ "као предратном револуционару" доделила изнимну пензију.

## У популарној култури
У збирци приповедака "Опраштања није било" Михаило Лалић пише у приповетци "Ни стида, ни сажаљења" о Вицку Јеласки и његовом животу.